# Sheila Mae Pérez
Sheila Mae Pérez (* 10. Dezember 1985 in Davao City) ist eine philippinische Wasserspringerin. Sie startete im Kunst- und Synchronspringen vom 3-m-Brett.
Pérez kam mit neun Jahren zum Wasserspringen. Seit dem Jahr 1997 trainierte sie in Los Baños unter Zhang Dehu, dem ehemaligen Trainer der chinesischen Olympiamannschaft von 1980. Sie bestritt im Alter von 14 Jahren bei den Olympischen Spielen 2000 in Sydney ihre erste internationale Meisterschaft und belegte vom 3-m-Brett im Vorkampf Rang 32. Pérez war die erste Filipina, die an olympischen Wassersprung-Wettbewerben teilgenommen hat. In den folgenden Jahren gewann sie bei den Südostasienspielen insgesamt fünf Titel. Im Jahr 2006 startete sie zudem auch bei den Asienspielen und errang dort im 3-m-Synchronspringen Rang fünf. Pérez konnte sich beim Weltcup in Peking für ihre zweiten Olympischen Spiele qualifizieren. In ihrer Heimat galt sie als eine der größten Olympiahoffnungen, sie konnte die Erwartungen jedoch nicht erfüllen. Im Einzel vom 3-m-Brett schied sie als 23. abermals nach dem Vorkampf aus. Bei den Asienspielen 2010 in Guangzhou belegte Pérez Rang acht vom 1-m-Brett und Rang fünf vom 3-m-Brett.